# El Seibo
El Seibo és una província de la República Dominicana situada a l'est del país. Limita a l'est amb la província de la Altagracia; al sud amb les províncies la Romana i San Pedro de Macorís; a l'oest amb la província Hato Mayor. Està vorejada pel nord per l'Oceà Atlàntic. La capital provincial és la ciutat de Santa Cruz del Seibo. Abans del 1992 incloïa l'actual província de Hato Mayor. Per tradició, s'acostuma escriure El Seibo originalment est és el seu nom original Santa Creu del Seibo
La província El Seibo té una superfície total de 1.786,80 km². Està dividida en dos municipis i cinc districtes municipals:
1. Santa Cruz del Seibo, municipi capçalera de la província, districtes municipals: Pedro Sánchez,San Francisco-Vicentillo i Santa Lucia
2. Miches, districtes municipals: El Cedro i La Gina.